# Dol janchi
Dol of Dol janchi is de Koreaanse traditionele manier om de eerste verjaardag van een baby te vieren. Deze viering vindt één jaar na de geboorte van het kind plaats, iets wat logisch lijkt, maar in Korea wordt de 'gewone' verjaardag volgens de lunisolaire kalender gehouden. De ceremonie is traditioneel bedoeld om het kind een voorspoedige toekomst toe te wensen en neemt een belangrijke plek in de Koreaanse cultuur. De jarige job wordt gekleed in hanbok en vaak ook een voorzien van een traditioneel hoofddeksel, de jokdori (족두리) voor meisjes en de nambawi (남바위) voor jongens.
De baby wordt aan een tafel geplaatst die voorzien is van allerlei traditionele lekkernijen en fruit. Vervolgens krijgt het kind drie dingen voorgezet waarvan het er eentje uit mag kiezen. Traditioneel een bankbiljet, een potlood en een lang draadje garen. Het kind wordt vervolgens aangemoedigd om een van de objecten te kiezen, dat wat gekozen wordt zou dan symbool staan voor de toekomst van het kind. Kiest het kind een potlood dan wordt hij/zij een geleerde, geld staat voor rijkdom en het draadje staat voor een lang leven.